# David Levine
David Levine (20. december 1926 – 29. december 2009) var en amerikansk kunstner og illustrator, som var bedst kendt for sine karikaturer i The New York Review of Books.